# حال همه خوب است (فیلم ۱۹۹۰)
حال همه خوب است (ایتالیایی: Stanno tutti bene) فیلمی در ژانر درام به کارگردانی جوزپه تورناتوره است که در سال ۱۹۹۰ منتشر شد.

## خلاصه داستان
ماتئو اسکورو، کارمند بازنشسته سیسیلی و عاشق اپرا، در تعطیلات تابستانی از سوی پنج فرزند بالغش که در شهرهای مختلف ایتالیا زندگی می‌کنند و به نظر او مشاغل مسئولانه‌ای دارند، نادیده گرفته شده است. با وجود عدم حضور آنها و انتقادات همسایه‌ها، او خوشبین باقی می‌ماند و تصور می‌کند فرزندانش به دلیل مشغله کاری نتوانسته‌اند به دیدارش بیایند. فرزندانش به نام شخصیت‌های معروف اپرا نامگذاری شده‌اند: توسکا از اپرای توسکای پوچینی، کانیو از اپرای پالیاتسی لئونکاوالو، نورما از اپرای نورمای بلینی، گولیلمو از اپرای گولیلمو تل روسینی و آلوارو از اپرای نیروی سرنوشت وردی.
او تصمیم می‌گیرد با سفر با قطار به طور غافلگیرانه از هر یک از آنها دیدن کند، اما هیچ یک را آنگونه که تصور می‌کرد نمی‌یابد، به طوری که هر یک از فرزندانش به نوعی بازتابنده شخصیت اپرایی هستند که به نامشان نامگذاری شده‌اند. سفرهای قطاری ماتئو او را به ناپل، رم، فلورانس، میلان و تورین می‌کشاند تا هر یک از فرزندانش را جستجو کند؛ حتی یک شب را در خیابان‌ها در میان بی‌خانمان‌ها سپری می‌کند. پیش از رسیدن او به خانه هر یک از فرزندان، هر کدام به سرعت تظاهری می‌کنند تا کاستی‌های شخصی خود را بپوشانند: یکی از دخترانش به طور موقت همسر سابقش را به همراه فرزندشان به خانه بازمی‌گرداند. پسری که مقام استادی دانشگاه را از دست داده، موقتاً به دفتر قدیمی خود بازمی‌گردد. دختر دیگری واقعیت مدل لباس زیر بودن خود را پنهان می‌کند و غیره. در نهایت، پس از دیدار با تمام فرزندانش، اسکورو به سیسیلی بازمی‌گردد، به دیدار آرامگاه همسرش می‌رود و با طنز به او گزارش می‌دهد که فرزندانشان همگی حالشان خوب است.

## بازیگران
- مارچلو ماسترویانی
- والریا کاوالی
- روبرتو نوبیله
- کریستوفر تامپسون
- میشل مورگان
- سالواتوره کاشیو
- ژاک پرن
- لئو گولوتا
- نیکلا دی پینتو